# ヴァールベリの無線局
グリメトン無線局（スウェーデン語: Radiostationen i Grimeton、識別符号：SAQ）とは、スウェーデン・ハッランド県ヴァールベリ市のグリメトンにある超長波（VLF）送信局である。当初、「ヴァールベリの無線局」の名称でユネスコの世界遺産に登録された（登録名は2014年に「ヴァールベリのグリメトン無線局」と改称）。
世界で唯一稼動可能な高周波発電機式（アレキサンダーソン式）の超長波送信機を備えている。超長波送信アンテナは高さ127mの自立型鉄塔6基の間に渡されたワイヤで構成されているため、巨大な送電用鉄塔のように見える。

## 概要
1922 - 1924年に建設された。

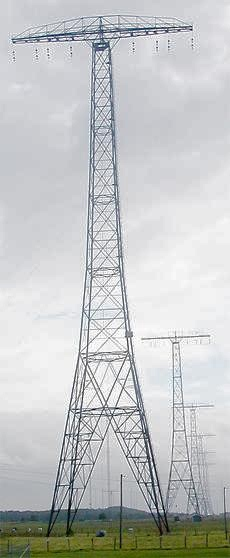
高さ 127 m の自立型鉄塔

1950年代までは専らアメリカ・ロングアイランドにある Radio Central との間で大西洋横断無線電信の送信に使われた。1950年代から1996年の間はまた、潜水艦への送信も行われた。そのため1968年にはトランジスタや真空管を採用した2台目の送信機が導入された。従来の発電機式送信機の17.2kHzとは同じアンテナを使っているが、2台目の送信機は40kHz付近で設計されている。
1996年、旧式となった発電機式送信機による運用を停止する。しかし送信機の状態が良かったため、国の史蹟として指定を受ける。
発電機式送信機の運用停止後も、年に1回のアレキサンダーソン・デイに限り、発電機式送信機による17.2kHzのモールス信号で特別記念局が開局されている。また夏期には送信機を見学することもでき、アレキサンダーソン・デイにはイベントが催される。
1960年代からの2代目の送信機は、現在もまだスウェーデン海軍が運用している。高価な周波数フィルタが必要となるため、アンテナを共用しての発電機式送信機との同時運用は不可能である。したがって、特別記念局からの送信は非常に希少価値が高いと言える。
同局は、超長波（VLF）だけにとどまらず、短波帯（HF）、超短波放送（VHF）、テレビ放送の送信も行っている。1966年には、40kHz用送信機のある建物の隣に地上高260mの支線付マストが建てられた。

## 登録基準
この世界遺産は世界遺産登録基準のうち、以下の条件を満たし、登録された（以下の基準は世界遺産センター公表の登録基準からの翻訳、引用である）。
- (2) ある期間を通じてまたはある文化圏において、建築、技術、記念碑的芸術、都市計画、景観デザインの発展に関し、人類の価値の重要な交流を示すもの。
- (4) 人類の歴史上重要な時代を例証する建築様式、建築物群、技術の集積または景観の優れた例。

## 観光
ヴァールベリ方面からヨーロッパ道路6号線 (E6) 54番出口で降り、国道153号線をヴァーナムー (Värnamo) に向かって約5km進む。ゲーデスタッド教会 (Gödestad) を通過したら、グリメトンに向かって右折。約2km先の看板に従い左折。そこから1km進む。
ストックホルム及びヴァーナムー方面からロルフストゥープ (Rolfstorp) の手前にある標識に従い、グリメトン教会に向かって左折、約4km進む。教会前の無線局の看板に従い、1km程右折する。

## 注
1. ↑  日本ユネスコ協会連盟による日本語訳は「ヴァールベリ・ラジオ放送局」。“世界遺産活動”. 2011年7月3日時点のオリジナルよりアーカイブ。2011年6月18日閲覧。
2. ↑  日本ユネスコ協会連盟による日本語訳は「グリメトン・ラジオ無線局、ヴァールベリ」。“世界遺産一覧 地域別リスト(ヨーロッパ②)”. 2016年4月29日閲覧。“Grimeton Radio Station, Varberg”. 2016年4月29日閲覧。
3. ↑  “Radiostation Grimeton SAQ”. 2011年6月18日閲覧。